# Indian Ranch
Indian Ranch est une réserve indienne canadienne du comté de Restigouche, au nord du Nouveau-Brunswick. Elle est gérée par la première nation Eel River Bar.

## Géographie
Indian Ranch est enclavé dans la ville de Dalhousie. La réserve possède un territoire rectangulaire. 

## Administration

### Représentation et tendances politiques
Nouveau-Brunswick: Indian Ranch fait partie de la circonscription de Dalhousie—Restigouche-Est, qui est représentée à l'Assemblée législative du Nouveau-Brunswick par Donald Arseneault, du parti libéral. Il fut élu en 2010.

## Vivre à Indian Ranch
La réserve est desservie par le boulevard Miller. La route 1 et le boulevard Darlington se croisent dans l'ouest.
Le détachement de la Gendarmerie royale du Canada le plus proche est à Dalhousie. Cette ville dispose du Centre de santé communautaire Saint-Joseph et d'un poste d'Ambulance Nouveau-Brunswick.
Les francophones bénéficient du quotidien L'Acadie nouvelle, publié à Caraquet, ainsi qu'à l'hebdomadaire L'Étoile, de Dieppe. Ils ont aussi accès à l'hebdomadaire L'Aviron, publié à Campbellton. Les anglophones bénéficient des quotidiens Telegraph-Journal, publié à Saint-Jean ainsi que de l'hebdomadaire Campbellton Tribune, de Campbellton.